# Grün ist die Heide (1932)
Grün ist die Heide ist ein deutscher Spielfilm nach Motiven von Hermann Löns aus dem Jahr 1932 und Vorbild für die erheblich bekanntere Neuverfilmung Grün ist die Heide von 1951. In Österreich erschien der Film unter dem Titel Der geheimnisvolle Wildschütz. Uraufführung war am 20. November 1932 in Hannover.

## Handlung
Der junge Förster Walter will in der Lüneburger Heide einen gefährlichen Wilderer stellen. Er verfolgt einen Mann in das Haus des Gutsbesitzers Lüdersen und lernt dessen Tochter Grete kennen. Grete entdeckt, dass ihr Vater, dem früher die ganze Gegend gehörte, der Wilderer ist. Sie bittet ihn, mit ihr in die Stadt zu ziehen.
Walter bekommt den Wilderer nicht zu fassen. Oberforstrat Schliepemann lässt daraufhin das ganze Gelände umstellen. Der fahrende Händler Specht wird als Wilderer festgenommen. Lüdersen hatte Specht überrascht und war dabei von diesem tödlich verwundet worden. Er stirbt, während er Gretes Hand in die von Walter legt.

## Weiteres
Bei der Neuverfilmung 1951 erhielt die Handlung eine eingängige Aktualisierung, indem die Wilderei des Gutsbesitzers mit der Vertreibung aus der Heimat begründet wurde. An Stelle des tragischen Endes kam es zu einem Happy End.

## Kritiken
- Filmwoche: „Gute Menschentypen (wir haben sie in der Heimat und brauchen nicht das Ausland), helle, offene Gesichter unter Jungen und Alten. Es ist, als spiegele sich die Sonne in ihren Augen. Das Publikum war begeistert.“[1]

## Auszeichnungen
- Prädikat „Künstlerisch“